# ATC-kod D03: Medel vid sår- och brännskador
ATC-kod D03: Medel vid sår- och brännskador är en del av klassificeringssystemet ATC (Anatomical Therapeutic Chemical Classification System) för läkemedel och vissa andra medicinska produkter. ATC utvecklas av WHO och består av alfanumeriska koder indelade i grupper utifrån anatomi, medicinsk funktion och läkemedelstyp på 5 olika kodnivåer. Denna sida utgör innehållet i en specifik grupp på nivå 2.

## D03A Medel vid sår- och brännskador

### D03AA Fiskleverolja
Inga undergrupper.

### D03AX Övriga medel vid sår- och brännskador
D03AX01 Cadexomerjod
D03AX02 Dextranomer
D03AX03 Dexpantenol
D03AX04 Kalciumpantotenat
D03AX05 Hyaluronsyra
D03AX06 Bekaplermin
D03AX07 Glyceryltrinitrat
D03AX08 Isosorbiddinitrat
D03AX09 Crilanomer
D03AX10 Enoxolon

## D03B Enzymer

### D03BA Proteolytiska enzymer
D03BA01 Trypsin
D03BA02 Klostridiopeptidas
D03BA52 Klostridiopeptidas, kombinationer

### Engelska
- WHO Collaborating Centre for Drug Statistics Methodology - ATC Index
- WHO Collaborating Centre for Drug Statistics Methodology - ATCvet Index

### Svenska
- SIL online
- FASS.se - ATC
- FASS.se - Veterinär-ATC
- Sök läkemedelsfakta - Läkemedelsverket
- Socialstyrelsen : Klassifikationer
- Nationellt produktregister för läkemedel - NPL